# Матранч
Матранч и Модраич је село у округу Кукес, на сјевероистоку Албаније. Налази се у области Љума.
Иван Јастребов је записао да од свих пет села бајрака Чајља, ово село привлачи пажњу тиме што га зову и Модраич. Назив подсјећа на мјесто по имену Модрич, Модрица, из историје Скендербега, гдје је он подигао истурени положај против султанове надолазее најезде у егове предјеле. Матранч се налази у клисури која је на пола пута између Љуме и Тетовског округа. На (тадашњих) један сат пута ка истоку, на узвишици је постојао извор воде који је и тада носио назив Крони мретит (Царски извор — царева чесма). У близини Мантрача напремасе планине Модрич постоји планина по имену Бакла.